# Listes des villes du monde
Listes de villes du monde, classées par continent. La dénomination des pays est celle utilisée dans la liste des pays du monde (sauf en cas de page préexistante).

## Afrique
- Villes d'Afrique du Sud
- Villes d'Algérie
- Villes d'Angola
- Villes du Bénin
- Villes du Botswana
- Villes du Burkina Faso
- Villes du Burundi
- Villes du Cameroun
- Villes du Cap-Vert
- Villes de la République centrafricaine
- Villes des Comores
- Villes de la république démocratique du Congo
- Villes de république du Congo
- Villes de Côte d'Ivoire
- Villes de Djibouti
- Villes d'Égypte
- Villes d'Éthiopie
- Villes d'Érythrée
- Villes d’Eswatini
- Villes du Gabon
- Villes de Gambie
- Villes du Ghana
- Villes de Guinée
- Villes de Guinée-Bissau
- Villes de Guinée équatoriale
- Villes du Kenya
- Villes du Lesotho
- Villes du Liberia
- Villes de Libye
- Villes de Madagascar
- Villes du Malawi
- Villes du Mali
- Villes du Maroc
- Villes de Maurice
- Villes de Mauritanie
- Villes du Mozambique
- Villes de la Namibie
- Villes du Niger
- Villes du Nigeria
- Villes d'Ouganda
- Villes du Rwanda
- Villes de Sao Tomé-et-Principe
- Villes du Sénégal
- Villes des Seychelles
- Villes de Sierra Leone
- Villes de Somalie
- Villes du Soudan
- Villes du Soudan du Sud
- Villes de Tanzanie
- Villes du Tchad
- Villes du Togo
- Villes de Tunisie
- Villes de Zambie
- Villes du Zimbabwe

## Amérique
- Villes d'Antigua-et-Barbuda
- Villes d'Argentine
- Villes des Bahamas
- Villes de Barbade
- Villes du Belize
- Villes de Bolivie
- Villes du Brésil
- Villes du Canada
- Villes du Chili
- Villes de Colombie
- Villes du Costa Rica
- Villes de Cuba
- Villes de la République dominicaine
- Villes de Dominique
- Villes d'Équateur
- Villes des États-Unis
- Villes du Guatemala
- Villes du Guyana
- Villes d'Haïti
- Villes du Honduras
- Villes de Jamaïque
- Villes du Mexique
- Villes du Nicaragua
- Villes du Panama
- Villes du Paraguay
- Villes du Pérou
- Villes de Saint-Christophe-et-Niévès
- Villes de Sainte-Lucie
- Villes de Saint-Vincent-et-les-Grenadines
- Villes du Salvador
- Villes du Suriname
- Villes de Trinité-et-Tobago
- Villes d'Uruguay
- Villes du Venezuela

## Asie
- Villes d'Afghanistan
- Villes d'Arabie saoudite
- Villes d'Arménie
- Villes d'Azerbaïdjan
- Villes de Bahreïn
- Villes du Bangladesh
- Villes du Bhoutan
- Villes de Birmanie
- Villes du Brunei
- Villes du Cambodge
- Villes de Chine
- Villes de Corée du Nord
- Villes de Corée du Sud
- Villes des Émirats arabes unis
- Villes de Géorgie
- Villes de l'Inde
- Villes d'Indonésie
- Villes d'Irak
- Villes d'Iran
- Villes d'Israël
- Villes du Japon
- Villes de Jordanie
- Villes du Kazakhstan
- Villes du Kirghizstan
- Villes du Koweït
- Villes du Laos
- Villes du Liban
- Villes de Malaisie
- Villes des Maldives
- Villes de Mongolie
- Villes du Népal
- Villes d'Oman
- Villes d'Ouzbékistan
- Liste de villes du Pakistan
- Villes des Philippines
- Villes du Qatar
- Villes du Sri Lanka
- Villes de Syrie
- Villes du Tadjikistan
- Villes de Taïwan
- Villes du Timor oriental
- Villes du Turkménistan
- Villes du Viêt Nam

## Europe
- Villes d'Albanie
- Villes d'Allemagne
- Villes d'Andorre
- Villes d'Autriche
- Villes de Belgique
- Villes de Biélorussie
- Villes de Bosnie-Herzégovine
- Villes de Bulgarie
- Villes de Chypre
- Villes de Croatie
- Villes du Danemark
- Villes d'Espagne
- Villes d'Estonie
- Villes de Finlande
- Villes de France
- Villes de Grèce
- Villes de Hongrie
- Villes de la république d'Irlande
- Villes d'Islande
- Villes d'Italie
- Villes de Lettonie
- Villes du Liechtenstein
- Villes de Lituanie
- Villes du Luxembourg
- Villes de Macédoine du Nord
- Villes de Malte
- Villes de Moldavie
- Villes du Monténégro
- Villes de Norvège
- Villes des Pays-Bas
- Villes de Pologne
- Villes du Portugal
- Villes de Roumanie
- Villes du Royaume-Uni
- Villes de Russie
- Villes de Saint-Marin
- Villes de Serbie
- Villes de Slovaquie
- Villes de Slovénie
- Villes de Suède
- Villes de Suisse
- Villes de Tchéquie
- Villes de Turquie
- Villes d'Ukraine

## Océanie
- Villes d'Australie
- Villes des Îles Cook
- Villes des Fidji
- Villes des Kiribati
- Villes des Marshall
- Villes de Micronésie
- Villes de Nauru
- Villes de Niue
- Villes de Nouvelle-Zélande
- Villes des Palaos
- Villes de Papouasie-Nouvelle-Guinée
- Villes des Salomon
- Villes des Samoa
- Villes des Tonga
- Villes des Tuvalu
- Villes du Vanuatu
- Villes de la Polynésie française